# Camptandra ovata
Camptandra ovata är en enhjärtbladig växtart som beskrevs av Henry Nicholas Ridley. Camptandra ovata ingår i släktet Camptandra och familjen Zingiberaceae. Inga underarter finns listade i Catalogue of Life.